# Desmatoneura brevipennis
Desmatoneura brevipennis är en tvåvingeart som först beskrevs av Mario Bezzi 1924.  Desmatoneura brevipennis ingår i släktet Desmatoneura och familjen svävflugor. Inga underarter finns listade i Catalogue of Life.